# Licor de genciana
El licor de genciana és un licor típic de diverses regions d'Itàlia, però especialment dels Abruços (així com de parts de França, on s'anomena liqueur de gentiane), que es produeix per destil·lació d'una maceració. de les arrels de la Gentiana (Gentiana lutea).
El nom genziana també s'utilitza per a un digestiu, típic de la regió dels Abruzzos d'Itàlia. També s'obté a partir de les arrels de la genciana, però sucant-les en vi blanc en lloc de qualsevol procés que impliqui destil·lació.
És una beguda alcohòlica de gust amarg i de color groc intens feta amb arrels de genciana i que es beu com a aperitiu. Es veu sol, molt fred o amb gel, o a Alvèrnia sinó també és tradicional tallar-lo amb un tret de licor de cassís.
A la cuina occitana, i més en particular a la d'Alvèrnia, el Salers és un dels licors de genciana més conegut, que es diu així perquè es fa a la localitat de Salers, també coneguda pel seu formatge.